# Oronce Finé

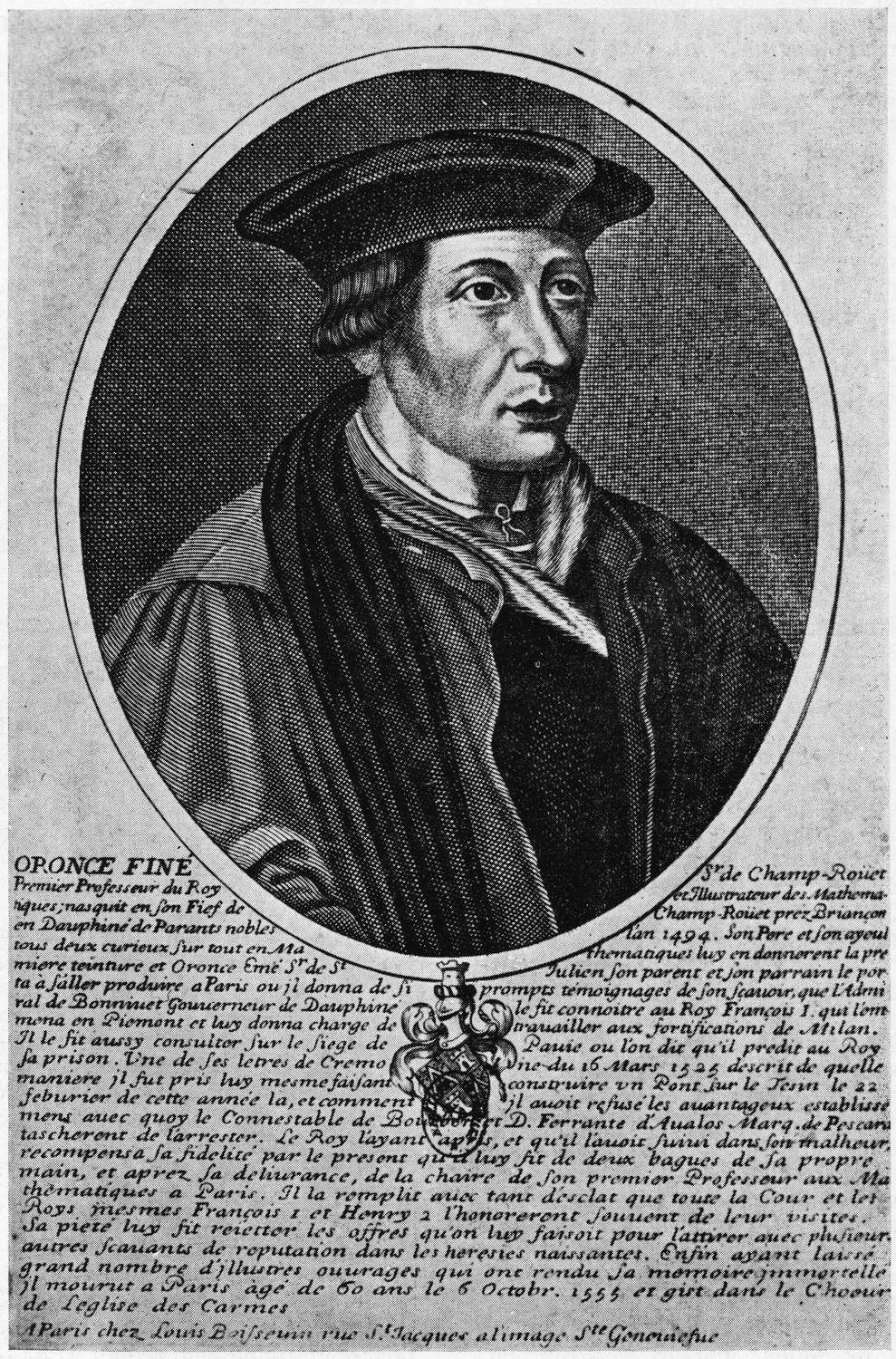
Oronce Finé

Oronce Fine (sau Finé; în latină Orontius Finnaeus sau Finaeus; în italiană: Oronzio Fineo, n. 20 decembrie 1494 - d. 8 august 1555) a fost un matematician și cartograf francez.
În 1532 devine primul profesor de matematică titular la Colegiul Regal, devenit ulterior Collège de France, întemeiat de Francisc I cu doi ani înainte.
Ca profesor de matematică a fost foarte apreciat, încât a obținut titlul de profesor regal de matematică.
În tinerețe s-a opus concordatului dintre Franța și Vatican, ceea ce i-a cauzat condamnarea la 6 ani de închisoare.

## Activitate științifică
S-a ocupat de problema cuadraturii cercului, a dublării cubului și a trisecțiunii unghiului.
Opera sa a fost criticată de mai multe persoane.
Un prim exemplu îl constituie lucrarea: De erroris Orontii Finei (1546) a profesorului Pedro Nonius.
Cuadratura lui Fineus a fost combătută și de Joannes Buteo în lucrarea: De cuadratura circuli libri II, apărută în 1559 la Lyon.
A studiat calculul sexagesimal și transformările figurilor geometrice.
Utilizarea unui sistem sexagesimal de fracții a constituit una din premisele introducerii fracțiilor zecimale în Europa.
A acordat o atenție deosebită construcțiilor geometrice.
Era convins că împărțirea în medie și extremă rație rezolvă multe probleme de geometrie.
A construit o serie de instrumente astronomice.

## Scrieri
- 1532: Prothomatesis ("Protomatica"), curs de matematici pure și aplicate în 15 volume, apărut la Paris și care conține și noțiuni de astronomie și gnomică;
- 1556: De rebus mathematicis hactenus desiderantis, lucrare post-mortem în patru volume;
- 1544: De quadratura circuli.